# 白斑鬍鯰
白斑鬍鯰，為輻鰭魚綱鯰形目塘虱魚科的其中一種，分布於非洲剛果河上游、查德湖及貝努埃河流域，棲息在河流底部，本魚頭部相當尖; 吻圓，眼位於頭上部，齒板小，背鰭與臀鰭不與尾鰭匯合，鰓前器官發展良好，側線的第二感覺管的開口不規則地呈現放白色的斑點在身體上。背鰭軟條64-70枚;臀鰭軟條51-55枚，體長可達19.5公分。

## 扩展阅读
維基物種上的相關：白斑鬍鯰